# Megachiroptere
Megachiropterele (Megachiroptera) sau liliecii frugivori este un subordin de chiroptere, care cuprinde lilieci frugivori (care se hrănesc în special cu fructe) de talie în general mare, ce au un bot alungit și asemănător cu cel al câinilor sau al vulpilor, din care cauză sunt numiți și "câini-zburători". Sunt răspândite în regiunile tropicale și subtropicale ale Asiei, Africii, în Australia, Noua Zeelandă, Indonezia, Filipine, insulele Havai.
Ca dimensiuni sunt foarte mari. Există însă și specii de talie mică ca și microchiropterele, în general. Calongul sau câinele-zburător (Pteropus vampyrus), răspândit în insulele Iava, Sumatra, Banda și Timor, este cel mai mare liliac; atinge o lungime de 40 cm, iar anvergura aripilor este de 1,5 m. 
Megachiropterele au scoica urechii externe simplă ca un cornet, iar pielea din jurul nărilor nu formează cute. Lipsite de facultatea de ecolocație, megachiropterele (cu excepția speciilor genului Rousettus) au văzul și mirosul foarte bine dezvoltate.
La membrele anterioare poartă gheară și al doilea deget, nu numai primul. Degetul II al membrelor anterioare își păstrează o oarecare independență și are întotdeauna 3 falange. Coada lor este foarte scurtă sau lipsește. 
Ca urmare a regimului alimentar frugivor dentiția se modifică mult: molarii au tuberculii rotunjiți și mult tociți, numărul dinților se reduce, capătă spații libere între ei și se uniformizează cu excepția caninilor care rămân dezvoltați; crestele în formă de W sunt absente. Limba este prevăzută cu papile cornoase și servește ca organ de perforație sau de sugere.
Consumă de preferință fructe zemoase și dulci. Macroglossus și Megaloglossus au limba foarte lungă și se hrănesc cu nectar și polen.
Sunt mai puțin adaptate la zbor. Reprezentanții acestui subordin sunt animale crepusculare și nocturne. Ziua dorm agățați de crengile arborilor sau în peșteri în nemișcare, dar zboară dacă sunt deranjate sau există vreun pericol. Uneori se agață așa de mulți pe o creangă, încât o rup. 
Carnea lui Pteropus este comestibilă și este consumată de malaezii. Se domesticesc ușor și-și recunosc stăpînii.
Unii liliecii frugivori (Hypsignathus monstrosus, Epomops franqueti, Myonycteris torquata, Rousettus aegyptiacus) pot fi gazdele naturale pentru o serie de virusuri (virusul Ebola, virusul Marburg etc) care provoacă boli fatale la oameni și animale domestice. 

## Sistematica
Cele 186 de specii ale ordinului sunt cuprinse într-o singură familie bine delimitată, Pteropodidae (= Pteropidae), împărțită în 44-46 genuri  și șapte subfamilii.
FAMILIA PTEROPODIDAE
- Subfamilia Nyctimeninae
  - Genul Nyctimene
    - Nyctimene aello
    - Nyctimene albiventer
    - Nyctimene cephalotes
    - Nyctimene celaeno
    - Nyctimene certans
    - Nyctimene cyclotis
    - Nyctimene draconilla
    - Nyctimene keasti
    - Nyctimene major
    - Nyctimene malaitensis
    - Nyctimene masalai
    - Nyctimene minutus
    - Nyctimene rabori
    - Nyctimene robinsoni
    - Nyctimene sanctacrucis († începutul secolului 20)
    - Nyctimene vizcaccia

  - Genul Paranyctimene
    - Paranyctimene raptor
    - Paranyctimene tenax
- Subfamilia Cynopterinae
  - Genul Aethalops
    - Aethalops aequalis
    - Aethalops alecto

  - Genul Alionycteris
    - Alionycteris paucidentata

  - Genul Balionycteris
    - Balionycteris maculata

  - Genul Chironax
    - Chironax melanocephalus

  - Genul Cynopterus
    - Cynopterus brachyotis
    - Cynopterus horsfieldii
    - Cynopterus luzoniensis
    - Cynopterus minutus
    - Cynopterus nusatenggara
    - Cynopterus sphinx
    - Cynopterus titthaecheilus

  - Genul Dyacopterus
    - Dyacopterus brooksi
    - Dyacopterus rickarti
    - Dyacopterus spadiceus

  - Genul Haplonycteris
    - Haplonycteris fischeri

  - Genul Latidens
    - Latidens salimalii

  - Genul Megaerops
    - Megaerops ecaudatus
    - Megaerops kusnotoi
    - Megaerops niphanae
    - Megaerops wetmorei

  - Genul Otopteropus
    - Otopteropus cartilagonodus

  - Genul Penthetor
    - Penthetor lucasi

  - Genul Ptenochirus
    - Ptenochirus jagori
    - Ptenochirus minor

  - Genul Sphaerias
    - Sphaerias blanfordi

  - Genul Thoopterus
    - Thoopterus nigrescens
- Subfamilia Harpiyonycterinae
  - Genul Aproteles
    - Aproteles bulmerae

  - Genul Dobsonia
    - Dobsonia anderseni
    - Dobsonia beauforti
    - Dobsonia chapmani
    - Dobsonia crenulata
    - Dobsonia emersa
    - Dobsonia exoleta
    - Dobsonia inermis
    - Dobsonia minor
    - Dobsonia moluccensis
    - Dobsonia pannietensis
    - Dobsonia peroni
    - Dobsonia praedatrix
    - Dobsonia viridis

  - Genul Harpyionycteris
    - Harpyionycteris celebensis
    - Harpyionycteris whiteheadi
- Subfamilia Macroglossinae
  - Genul Macroglossus
    - Macroglossus minimus
    - Macroglossus sobrinus

  - Genul Melonycteris
    - Melonycteris fardoulisi
    - Melonycteris melanops
    - Melonycteris woodfordi

  - Genul Notopteris
    - Notopteris macdonaldi
    - Notopteris neocaledonica

  - Genul Syconycteris
    - Syconycteris australis
    - Syconycteris carolinae
    - Syconycteris hobbit
- Subfamilia Pteropodinae
  - Genul Acerodon
    - Acerodon celebensis
    - Acerodon humilis
    - Acerodon jubatus
    - Acerodon leucotis
    - Acerodon mackloti

  - Genul Desmalopex
    - Desmalopex leucopterus
    - Desmalopex microleucopterus

  - Genul Eidolon
    - Eidolon dupreanum
    - Eidolon helvum

  - Genul Mirimiri
    - Mirimiri acrodonta

  - Genul Neopteryx
    - Neopteryx frosti

  - Genul Pteralopex
    - Pteralopex anceps
    - Pteralopex atrata
    - Pteralopex flanneryi
    - Pteralopex pulchra
    - Pteralopex taki

  - Genul Pteropus
    - Grupul de specii P. alecto
      - Pteropus alecto

    - Grupul de specii P. caniceps
      - Pteropus caniceps

    - Grupul de specii P. chrysoproctus
      - Pteropus argentatus
      - Pteropus chrysoproctus
      - Pteropus cognatus
      - Pteropus fundatus
      - Pteropus rayneri
      - Pteropus rennelli

    - Grupul de specii P. conspicillatus
      - Pteropus conspicillatus
      - Pteropus ocularis

    - Grupul de specii P. livingstonii
      - Pteropus aruensis
      - Pteropus keyensis
      - Pteropus livingstonii
      - Pteropus melanopogon

    - Grupul de specii P. mariannus
      - Pteropus loochoensis
      - Pteropus mariannus
      - Pteropus pelewensis
      - Pteropus ualanus
      - Pteropus yapensis

    - Grupul de specii P. melanotus
      - Pteropus melanotus

    - Grupul de specii P. molossinus
      - Pteropus lombocensis
      - Pteropus molossinus
      - Pteropus rodricensis

    - Grupul de specii P. neohibernicus
      - Pteropus neohibernicus

    - Grupul de specii P. niger
      - Pteropus aldabrensis
      - Pteropus niger
      - Pteropus rufus
      - Pteropus seychellensis
      - Pteropus voeltzkowi

    - Grupul de specii P. personatus
      - Pteropus capistratus
      - Pteropus personatus
      - Pteropus temminckii

    - Grupul de specii P. poliocephalus
      - Pteropus macrotis
      - Pteropus pohlei
      - Pteropus poliocephalus

    - Grupul de specii P. pselaphon
      - Pteropus insularis
      - Pteropus nitendiensis
      - Pteropus pilosus († secolul 19)
      - Pteropus pselaphon
      - Pteropus tokudae († anii 1970)
      - Pteropus tonganus
      - Pteropus tuberculatus
      - Pteropus vetulus

    - Grupul de specii P. samoensis
      - Pteropus anetianus
      - Pteropus samoensis

    - Grupul de specii P. scapulatus
      - Pteropus gilliardorum
      - Pteropus mahaganus
      - Pteropus scapulatus
      - Pteropus woodfordi

    - Grupul de specii P. subniger
      - Pteropus admiralitatum
      - Pteropus brunneus († secolul 19)
      - Pteropus dasymallus
      - Pteropus faunulus
      - Pteropus griseus
      - Pteropus howensis
      - Pteropus hypomelanus
      - Pteropus ornatus
      - Pteropus pumilus
      - Pteropus speciosus
      - Pteropus subniger († secolul 19)

    - Grupul de specii P. vampyrus
      - Pteropus giganteus
      - Pteropus intermedius
      - Pteropus lylei
      - Pteropus vampyrus

    - incertae sedis
      - Pteropus allenorum († secolul 19)
      - Pteropus coxi († secolul 19)

  - Genul Styloctenium
    - Styloctenium mindorensis
    - Styloctenium wallacei
- Subfamilia Rousettinae
  - Genul Eonycteris
    - Eonycteris major
    - Eonycteris spelaea
    - Eonycteris robusta

  - Genul Rousettus
    - Subgenul Boneia
      - Rousettus (Boneia) bidens

    - Subgenul Rousettus
      - Rousettus amplexicaudatus
      - Rousettus celebensis
      - Rousettus aegyptiacus
      - Rousettus leschenaulti
      - Rousettus linduensis
      - Rousettus obliviosus
      - Rousettus spinalatus

    - Subgenul Stenonycteris
      - Rousettus (Stenonycteris) lanosus
      - Rousettus (Stenonycteris) madagascariensis
- Subfamilia Epomophorinae
  - Tribul Epomophorini
    - Genul Epomophorus
      - Epomophorus angolensis
      - Epomophorus anselli
      - Epomophorus crypturus
      - Epomophorus gambianus
      - Epomophorus grandis
      - Epomophorus labiatus
      - Epomophorus minimus
      - Epomophorus minor
      - Epomophorus wahlbergi

    - Genul Epomops
      - Epomops buettikoferi
      - Epomops dobsoni
      - Epomops franqueti

    - Genul Hypsignathus
      - Hypsignathus monstrosus

    - Genul Micropteropus
      - Micropteropus intermedius
      - Micropteropus pusillus

    - Genul Nanonycteris
      - Nanonycteris veldkampii

  - Tribul Myonycterini
    - Genul Lissonycteris
      - Lissonycteris angolensis

    - Genul Megaloglossus
      - Megaloglossus woermanni

    - Genul Myonycteris
      - Myonycteris brachycephala
      - Myonycteris relicta
      - Myonycteris torquata

  - Tribul Plerotini
    - Genul Plerotes
      - Plerotes anchietae

  - Tribul Scotonycterini
    - Genul Casinycteris
      - Casinycteris argynnis

    - Genul Scotonycteris
      - Scotonycteris zenkeri
      - Scotonycteris ophiodon